# Tusitala ansieae
Tusitala ansieae es una especie de araña saltarina del género Tusitala, familia Salticidae. Fue descrita científicamente por Azarkina & Foord en 2015.
Habita en Botsuana.